# Nick Lucena
Nick Lucena (ur. 22 września 1979 w Cooper City) – amerykański siatkarz plażowy. Zagrał z Philem Dalhausserem na Igrzyskach Olimpijskich 2016, gdzie doszedł do ćwierćfinału oraz na Igrzyskach Olimpijskich 2020 jednak odpadł już w 1/8 finału. Zazwyczaj grał za plecami Phila jako obrońca.